# Hermann Müller-Karpe
Hermann Müller-Karpe (Hanau, 1º febbraio 1925 – Marburgo, 20 settembre 2013) è stato un archeologo tedesco.

## Attività
Le ricerche condotte negli anni 1950-1960 da H. Müller-Karpe sulle connessioni tra la tarda preistoria (protostoria) italiana e l'area a Nord delle Alpi hanno influenzato in modo determinante le ricerche in Italia.
Le sue ricerche sulle origini di Roma rappresentano tuttora un punto fermo nell'interpretazione archeologica dello sviluppo a Roma di un centro protourbano e poi urbano nel corso della prima età del ferro.
L'impostazione data da H. Müller-Karpe alla collana dei Prähistorische Bronzefunde ha dato origine a una serie di corpora di materiali archeologici che hanno stimolato il progresso delle ricerche e rappresentano tuttora un punto fermo.
I suoi contributi di storia delle religioni, pur se profondamente influenzati da una particolare visione cattolica ecumenica, hanno portato a singolari approfondimenti delle nostre conoscenze sul pensiero religioso, in particolare dell'età del bronzo e del ferro, in Europa e nel Mediterraneo.

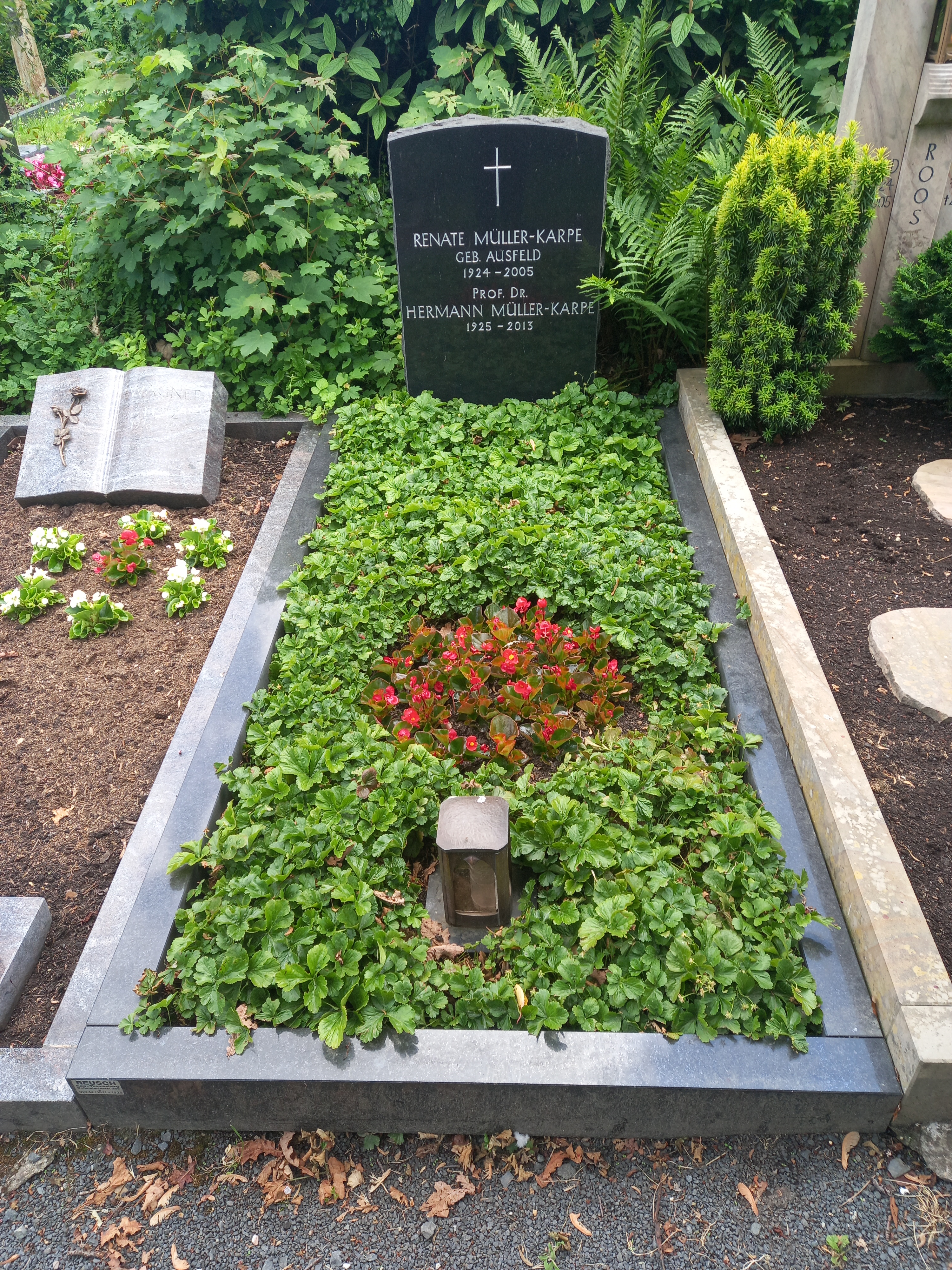
Tomba di Hermann e Renate Müller-Karpe